# Brachyta amurensis
Brachyta amurensis är en skalbaggsart som beskrevs av Ernst Gustav Kraatz 1879. Brachyta amurensis ingår i släktet Brachyta och familjen långhorningar. Inga underarter finns listade.